# Ottavio Stocchi
Ottavio Stocchi (Langhirano, 18 settembre 1906 – Modena, 4 marzo 1964) è stato un compositore di scacchi italiano.
La FIDE gli attribuì nel 1956 il titolo di Arbitro internazionale per la composizione.

## Biografia
Compositore fecondo e geniale, produsse un migliaio di problemi, soprattutto in due mosse, dei quali un centinaio ottennero primi premi in importanti concorsi internazionali e altri 400 ottennero premi minori. Compose anche diversi studi, una decina dei quali sono compresi nel database di Harold van der Heijden. Proprietario terriero, dedicò alla composizione tutto il suo tempo libero, distinguendosi per l'originalità delle idee, la tecnica e la grande facilità costruttiva.
Diede il suo nome a una difesa caratteristica, autoblocchi nella stessa casa con doppio duale evitato, illustrandola con esempi rimasti dei classici. Nel primo celebre problema con questo tema, composto nel 1937 per il concorso polacco Wladomoschy Szachy, nelle tre varianti tematiche un duale era, a turno, impedito da una inchiodatura indiretta di un pezzo bianco, e l'altro da una guardia diretta.
Realizzò vari tipi di tasks: sei interferenze di pedone e donna nera, cinque schiodature indirette di donna bianca (diagonali e orizzontali), tredici varianti di pedoni bianchi. Introdusse un elemento originale nel tema Fleck-Karlström, con applicazione anche ad una variante del principio della riduzione all'unità di più matti possibili dopo una mossa qualunque di un pezzo nero.
Viene dato un esempio di questo tema nel seguente problema: 
|   | a | b | c | d | e | f | g | h |   |
| 8 | h8 alfiere del nero · c7 pedone del nero · f5 pedone del nero · a4 re del bianco · h4 torre del bianco · c3 re del nero · d3 cavallo del bianco · e3 alfiere del bianco · g3 torre del bianco · g2 cavallo del nero · h2 donna del bianco · e1 cavallo del bianco · h1 alfiere del nero | h8 alfiere del nero · c7 pedone del nero · f5 pedone del nero · a4 re del bianco · h4 torre del bianco · c3 re del nero · d3 cavallo del bianco · e3 alfiere del bianco · g3 torre del bianco · g2 cavallo del nero · h2 donna del bianco · e1 cavallo del bianco · h1 alfiere del nero | h8 alfiere del nero · c7 pedone del nero · f5 pedone del nero · a4 re del bianco · h4 torre del bianco · c3 re del nero · d3 cavallo del bianco · e3 alfiere del bianco · g3 torre del bianco · g2 cavallo del nero · h2 donna del bianco · e1 cavallo del bianco · h1 alfiere del nero | h8 alfiere del nero · c7 pedone del nero · f5 pedone del nero · a4 re del bianco · h4 torre del bianco · c3 re del nero · d3 cavallo del bianco · e3 alfiere del bianco · g3 torre del bianco · g2 cavallo del nero · h2 donna del bianco · e1 cavallo del bianco · h1 alfiere del nero | h8 alfiere del nero · c7 pedone del nero · f5 pedone del nero · a4 re del bianco · h4 torre del bianco · c3 re del nero · d3 cavallo del bianco · e3 alfiere del bianco · g3 torre del bianco · g2 cavallo del nero · h2 donna del bianco · e1 cavallo del bianco · h1 alfiere del nero | h8 alfiere del nero · c7 pedone del nero · f5 pedone del nero · a4 re del bianco · h4 torre del bianco · c3 re del nero · d3 cavallo del bianco · e3 alfiere del bianco · g3 torre del bianco · g2 cavallo del nero · h2 donna del bianco · e1 cavallo del bianco · h1 alfiere del nero | h8 alfiere del nero · c7 pedone del nero · f5 pedone del nero · a4 re del bianco · h4 torre del bianco · c3 re del nero · d3 cavallo del bianco · e3 alfiere del bianco · g3 torre del bianco · g2 cavallo del nero · h2 donna del bianco · e1 cavallo del bianco · h1 alfiere del nero | h8 alfiere del nero · c7 pedone del nero · f5 pedone del nero · a4 re del bianco · h4 torre del bianco · c3 re del nero · d3 cavallo del bianco · e3 alfiere del bianco · g3 torre del bianco · g2 cavallo del nero · h2 donna del bianco · e1 cavallo del bianco · h1 alfiere del nero | 8 |
| 7 | h8 alfiere del nero · c7 pedone del nero · f5 pedone del nero · a4 re del bianco · h4 torre del bianco · c3 re del nero · d3 cavallo del bianco · e3 alfiere del bianco · g3 torre del bianco · g2 cavallo del nero · h2 donna del bianco · e1 cavallo del bianco · h1 alfiere del nero | h8 alfiere del nero · c7 pedone del nero · f5 pedone del nero · a4 re del bianco · h4 torre del bianco · c3 re del nero · d3 cavallo del bianco · e3 alfiere del bianco · g3 torre del bianco · g2 cavallo del nero · h2 donna del bianco · e1 cavallo del bianco · h1 alfiere del nero | h8 alfiere del nero · c7 pedone del nero · f5 pedone del nero · a4 re del bianco · h4 torre del bianco · c3 re del nero · d3 cavallo del bianco · e3 alfiere del bianco · g3 torre del bianco · g2 cavallo del nero · h2 donna del bianco · e1 cavallo del bianco · h1 alfiere del nero | h8 alfiere del nero · c7 pedone del nero · f5 pedone del nero · a4 re del bianco · h4 torre del bianco · c3 re del nero · d3 cavallo del bianco · e3 alfiere del bianco · g3 torre del bianco · g2 cavallo del nero · h2 donna del bianco · e1 cavallo del bianco · h1 alfiere del nero | h8 alfiere del nero · c7 pedone del nero · f5 pedone del nero · a4 re del bianco · h4 torre del bianco · c3 re del nero · d3 cavallo del bianco · e3 alfiere del bianco · g3 torre del bianco · g2 cavallo del nero · h2 donna del bianco · e1 cavallo del bianco · h1 alfiere del nero | h8 alfiere del nero · c7 pedone del nero · f5 pedone del nero · a4 re del bianco · h4 torre del bianco · c3 re del nero · d3 cavallo del bianco · e3 alfiere del bianco · g3 torre del bianco · g2 cavallo del nero · h2 donna del bianco · e1 cavallo del bianco · h1 alfiere del nero | h8 alfiere del nero · c7 pedone del nero · f5 pedone del nero · a4 re del bianco · h4 torre del bianco · c3 re del nero · d3 cavallo del bianco · e3 alfiere del bianco · g3 torre del bianco · g2 cavallo del nero · h2 donna del bianco · e1 cavallo del bianco · h1 alfiere del nero | h8 alfiere del nero · c7 pedone del nero · f5 pedone del nero · a4 re del bianco · h4 torre del bianco · c3 re del nero · d3 cavallo del bianco · e3 alfiere del bianco · g3 torre del bianco · g2 cavallo del nero · h2 donna del bianco · e1 cavallo del bianco · h1 alfiere del nero | 7 |
| 6 | h8 alfiere del nero · c7 pedone del nero · f5 pedone del nero · a4 re del bianco · h4 torre del bianco · c3 re del nero · d3 cavallo del bianco · e3 alfiere del bianco · g3 torre del bianco · g2 cavallo del nero · h2 donna del bianco · e1 cavallo del bianco · h1 alfiere del nero | h8 alfiere del nero · c7 pedone del nero · f5 pedone del nero · a4 re del bianco · h4 torre del bianco · c3 re del nero · d3 cavallo del bianco · e3 alfiere del bianco · g3 torre del bianco · g2 cavallo del nero · h2 donna del bianco · e1 cavallo del bianco · h1 alfiere del nero | h8 alfiere del nero · c7 pedone del nero · f5 pedone del nero · a4 re del bianco · h4 torre del bianco · c3 re del nero · d3 cavallo del bianco · e3 alfiere del bianco · g3 torre del bianco · g2 cavallo del nero · h2 donna del bianco · e1 cavallo del bianco · h1 alfiere del nero | h8 alfiere del nero · c7 pedone del nero · f5 pedone del nero · a4 re del bianco · h4 torre del bianco · c3 re del nero · d3 cavallo del bianco · e3 alfiere del bianco · g3 torre del bianco · g2 cavallo del nero · h2 donna del bianco · e1 cavallo del bianco · h1 alfiere del nero | h8 alfiere del nero · c7 pedone del nero · f5 pedone del nero · a4 re del bianco · h4 torre del bianco · c3 re del nero · d3 cavallo del bianco · e3 alfiere del bianco · g3 torre del bianco · g2 cavallo del nero · h2 donna del bianco · e1 cavallo del bianco · h1 alfiere del nero | h8 alfiere del nero · c7 pedone del nero · f5 pedone del nero · a4 re del bianco · h4 torre del bianco · c3 re del nero · d3 cavallo del bianco · e3 alfiere del bianco · g3 torre del bianco · g2 cavallo del nero · h2 donna del bianco · e1 cavallo del bianco · h1 alfiere del nero | h8 alfiere del nero · c7 pedone del nero · f5 pedone del nero · a4 re del bianco · h4 torre del bianco · c3 re del nero · d3 cavallo del bianco · e3 alfiere del bianco · g3 torre del bianco · g2 cavallo del nero · h2 donna del bianco · e1 cavallo del bianco · h1 alfiere del nero | h8 alfiere del nero · c7 pedone del nero · f5 pedone del nero · a4 re del bianco · h4 torre del bianco · c3 re del nero · d3 cavallo del bianco · e3 alfiere del bianco · g3 torre del bianco · g2 cavallo del nero · h2 donna del bianco · e1 cavallo del bianco · h1 alfiere del nero | 6 |
| 5 | h8 alfiere del nero · c7 pedone del nero · f5 pedone del nero · a4 re del bianco · h4 torre del bianco · c3 re del nero · d3 cavallo del bianco · e3 alfiere del bianco · g3 torre del bianco · g2 cavallo del nero · h2 donna del bianco · e1 cavallo del bianco · h1 alfiere del nero | h8 alfiere del nero · c7 pedone del nero · f5 pedone del nero · a4 re del bianco · h4 torre del bianco · c3 re del nero · d3 cavallo del bianco · e3 alfiere del bianco · g3 torre del bianco · g2 cavallo del nero · h2 donna del bianco · e1 cavallo del bianco · h1 alfiere del nero | h8 alfiere del nero · c7 pedone del nero · f5 pedone del nero · a4 re del bianco · h4 torre del bianco · c3 re del nero · d3 cavallo del bianco · e3 alfiere del bianco · g3 torre del bianco · g2 cavallo del nero · h2 donna del bianco · e1 cavallo del bianco · h1 alfiere del nero | h8 alfiere del nero · c7 pedone del nero · f5 pedone del nero · a4 re del bianco · h4 torre del bianco · c3 re del nero · d3 cavallo del bianco · e3 alfiere del bianco · g3 torre del bianco · g2 cavallo del nero · h2 donna del bianco · e1 cavallo del bianco · h1 alfiere del nero | h8 alfiere del nero · c7 pedone del nero · f5 pedone del nero · a4 re del bianco · h4 torre del bianco · c3 re del nero · d3 cavallo del bianco · e3 alfiere del bianco · g3 torre del bianco · g2 cavallo del nero · h2 donna del bianco · e1 cavallo del bianco · h1 alfiere del nero | h8 alfiere del nero · c7 pedone del nero · f5 pedone del nero · a4 re del bianco · h4 torre del bianco · c3 re del nero · d3 cavallo del bianco · e3 alfiere del bianco · g3 torre del bianco · g2 cavallo del nero · h2 donna del bianco · e1 cavallo del bianco · h1 alfiere del nero | h8 alfiere del nero · c7 pedone del nero · f5 pedone del nero · a4 re del bianco · h4 torre del bianco · c3 re del nero · d3 cavallo del bianco · e3 alfiere del bianco · g3 torre del bianco · g2 cavallo del nero · h2 donna del bianco · e1 cavallo del bianco · h1 alfiere del nero | h8 alfiere del nero · c7 pedone del nero · f5 pedone del nero · a4 re del bianco · h4 torre del bianco · c3 re del nero · d3 cavallo del bianco · e3 alfiere del bianco · g3 torre del bianco · g2 cavallo del nero · h2 donna del bianco · e1 cavallo del bianco · h1 alfiere del nero | 5 |
| 4 | h8 alfiere del nero · c7 pedone del nero · f5 pedone del nero · a4 re del bianco · h4 torre del bianco · c3 re del nero · d3 cavallo del bianco · e3 alfiere del bianco · g3 torre del bianco · g2 cavallo del nero · h2 donna del bianco · e1 cavallo del bianco · h1 alfiere del nero | h8 alfiere del nero · c7 pedone del nero · f5 pedone del nero · a4 re del bianco · h4 torre del bianco · c3 re del nero · d3 cavallo del bianco · e3 alfiere del bianco · g3 torre del bianco · g2 cavallo del nero · h2 donna del bianco · e1 cavallo del bianco · h1 alfiere del nero | h8 alfiere del nero · c7 pedone del nero · f5 pedone del nero · a4 re del bianco · h4 torre del bianco · c3 re del nero · d3 cavallo del bianco · e3 alfiere del bianco · g3 torre del bianco · g2 cavallo del nero · h2 donna del bianco · e1 cavallo del bianco · h1 alfiere del nero | h8 alfiere del nero · c7 pedone del nero · f5 pedone del nero · a4 re del bianco · h4 torre del bianco · c3 re del nero · d3 cavallo del bianco · e3 alfiere del bianco · g3 torre del bianco · g2 cavallo del nero · h2 donna del bianco · e1 cavallo del bianco · h1 alfiere del nero | h8 alfiere del nero · c7 pedone del nero · f5 pedone del nero · a4 re del bianco · h4 torre del bianco · c3 re del nero · d3 cavallo del bianco · e3 alfiere del bianco · g3 torre del bianco · g2 cavallo del nero · h2 donna del bianco · e1 cavallo del bianco · h1 alfiere del nero | h8 alfiere del nero · c7 pedone del nero · f5 pedone del nero · a4 re del bianco · h4 torre del bianco · c3 re del nero · d3 cavallo del bianco · e3 alfiere del bianco · g3 torre del bianco · g2 cavallo del nero · h2 donna del bianco · e1 cavallo del bianco · h1 alfiere del nero | h8 alfiere del nero · c7 pedone del nero · f5 pedone del nero · a4 re del bianco · h4 torre del bianco · c3 re del nero · d3 cavallo del bianco · e3 alfiere del bianco · g3 torre del bianco · g2 cavallo del nero · h2 donna del bianco · e1 cavallo del bianco · h1 alfiere del nero | h8 alfiere del nero · c7 pedone del nero · f5 pedone del nero · a4 re del bianco · h4 torre del bianco · c3 re del nero · d3 cavallo del bianco · e3 alfiere del bianco · g3 torre del bianco · g2 cavallo del nero · h2 donna del bianco · e1 cavallo del bianco · h1 alfiere del nero | 4 |
| 3 | h8 alfiere del nero · c7 pedone del nero · f5 pedone del nero · a4 re del bianco · h4 torre del bianco · c3 re del nero · d3 cavallo del bianco · e3 alfiere del bianco · g3 torre del bianco · g2 cavallo del nero · h2 donna del bianco · e1 cavallo del bianco · h1 alfiere del nero | h8 alfiere del nero · c7 pedone del nero · f5 pedone del nero · a4 re del bianco · h4 torre del bianco · c3 re del nero · d3 cavallo del bianco · e3 alfiere del bianco · g3 torre del bianco · g2 cavallo del nero · h2 donna del bianco · e1 cavallo del bianco · h1 alfiere del nero | h8 alfiere del nero · c7 pedone del nero · f5 pedone del nero · a4 re del bianco · h4 torre del bianco · c3 re del nero · d3 cavallo del bianco · e3 alfiere del bianco · g3 torre del bianco · g2 cavallo del nero · h2 donna del bianco · e1 cavallo del bianco · h1 alfiere del nero | h8 alfiere del nero · c7 pedone del nero · f5 pedone del nero · a4 re del bianco · h4 torre del bianco · c3 re del nero · d3 cavallo del bianco · e3 alfiere del bianco · g3 torre del bianco · g2 cavallo del nero · h2 donna del bianco · e1 cavallo del bianco · h1 alfiere del nero | h8 alfiere del nero · c7 pedone del nero · f5 pedone del nero · a4 re del bianco · h4 torre del bianco · c3 re del nero · d3 cavallo del bianco · e3 alfiere del bianco · g3 torre del bianco · g2 cavallo del nero · h2 donna del bianco · e1 cavallo del bianco · h1 alfiere del nero | h8 alfiere del nero · c7 pedone del nero · f5 pedone del nero · a4 re del bianco · h4 torre del bianco · c3 re del nero · d3 cavallo del bianco · e3 alfiere del bianco · g3 torre del bianco · g2 cavallo del nero · h2 donna del bianco · e1 cavallo del bianco · h1 alfiere del nero | h8 alfiere del nero · c7 pedone del nero · f5 pedone del nero · a4 re del bianco · h4 torre del bianco · c3 re del nero · d3 cavallo del bianco · e3 alfiere del bianco · g3 torre del bianco · g2 cavallo del nero · h2 donna del bianco · e1 cavallo del bianco · h1 alfiere del nero | h8 alfiere del nero · c7 pedone del nero · f5 pedone del nero · a4 re del bianco · h4 torre del bianco · c3 re del nero · d3 cavallo del bianco · e3 alfiere del bianco · g3 torre del bianco · g2 cavallo del nero · h2 donna del bianco · e1 cavallo del bianco · h1 alfiere del nero | 3 |
| 2 | h8 alfiere del nero · c7 pedone del nero · f5 pedone del nero · a4 re del bianco · h4 torre del bianco · c3 re del nero · d3 cavallo del bianco · e3 alfiere del bianco · g3 torre del bianco · g2 cavallo del nero · h2 donna del bianco · e1 cavallo del bianco · h1 alfiere del nero | h8 alfiere del nero · c7 pedone del nero · f5 pedone del nero · a4 re del bianco · h4 torre del bianco · c3 re del nero · d3 cavallo del bianco · e3 alfiere del bianco · g3 torre del bianco · g2 cavallo del nero · h2 donna del bianco · e1 cavallo del bianco · h1 alfiere del nero | h8 alfiere del nero · c7 pedone del nero · f5 pedone del nero · a4 re del bianco · h4 torre del bianco · c3 re del nero · d3 cavallo del bianco · e3 alfiere del bianco · g3 torre del bianco · g2 cavallo del nero · h2 donna del bianco · e1 cavallo del bianco · h1 alfiere del nero | h8 alfiere del nero · c7 pedone del nero · f5 pedone del nero · a4 re del bianco · h4 torre del bianco · c3 re del nero · d3 cavallo del bianco · e3 alfiere del bianco · g3 torre del bianco · g2 cavallo del nero · h2 donna del bianco · e1 cavallo del bianco · h1 alfiere del nero | h8 alfiere del nero · c7 pedone del nero · f5 pedone del nero · a4 re del bianco · h4 torre del bianco · c3 re del nero · d3 cavallo del bianco · e3 alfiere del bianco · g3 torre del bianco · g2 cavallo del nero · h2 donna del bianco · e1 cavallo del bianco · h1 alfiere del nero | h8 alfiere del nero · c7 pedone del nero · f5 pedone del nero · a4 re del bianco · h4 torre del bianco · c3 re del nero · d3 cavallo del bianco · e3 alfiere del bianco · g3 torre del bianco · g2 cavallo del nero · h2 donna del bianco · e1 cavallo del bianco · h1 alfiere del nero | h8 alfiere del nero · c7 pedone del nero · f5 pedone del nero · a4 re del bianco · h4 torre del bianco · c3 re del nero · d3 cavallo del bianco · e3 alfiere del bianco · g3 torre del bianco · g2 cavallo del nero · h2 donna del bianco · e1 cavallo del bianco · h1 alfiere del nero | h8 alfiere del nero · c7 pedone del nero · f5 pedone del nero · a4 re del bianco · h4 torre del bianco · c3 re del nero · d3 cavallo del bianco · e3 alfiere del bianco · g3 torre del bianco · g2 cavallo del nero · h2 donna del bianco · e1 cavallo del bianco · h1 alfiere del nero | 2 |
| 1 | h8 alfiere del nero · c7 pedone del nero · f5 pedone del nero · a4 re del bianco · h4 torre del bianco · c3 re del nero · d3 cavallo del bianco · e3 alfiere del bianco · g3 torre del bianco · g2 cavallo del nero · h2 donna del bianco · e1 cavallo del bianco · h1 alfiere del nero | h8 alfiere del nero · c7 pedone del nero · f5 pedone del nero · a4 re del bianco · h4 torre del bianco · c3 re del nero · d3 cavallo del bianco · e3 alfiere del bianco · g3 torre del bianco · g2 cavallo del nero · h2 donna del bianco · e1 cavallo del bianco · h1 alfiere del nero | h8 alfiere del nero · c7 pedone del nero · f5 pedone del nero · a4 re del bianco · h4 torre del bianco · c3 re del nero · d3 cavallo del bianco · e3 alfiere del bianco · g3 torre del bianco · g2 cavallo del nero · h2 donna del bianco · e1 cavallo del bianco · h1 alfiere del nero | h8 alfiere del nero · c7 pedone del nero · f5 pedone del nero · a4 re del bianco · h4 torre del bianco · c3 re del nero · d3 cavallo del bianco · e3 alfiere del bianco · g3 torre del bianco · g2 cavallo del nero · h2 donna del bianco · e1 cavallo del bianco · h1 alfiere del nero | h8 alfiere del nero · c7 pedone del nero · f5 pedone del nero · a4 re del bianco · h4 torre del bianco · c3 re del nero · d3 cavallo del bianco · e3 alfiere del bianco · g3 torre del bianco · g2 cavallo del nero · h2 donna del bianco · e1 cavallo del bianco · h1 alfiere del nero | h8 alfiere del nero · c7 pedone del nero · f5 pedone del nero · a4 re del bianco · h4 torre del bianco · c3 re del nero · d3 cavallo del bianco · e3 alfiere del bianco · g3 torre del bianco · g2 cavallo del nero · h2 donna del bianco · e1 cavallo del bianco · h1 alfiere del nero | h8 alfiere del nero · c7 pedone del nero · f5 pedone del nero · a4 re del bianco · h4 torre del bianco · c3 re del nero · d3 cavallo del bianco · e3 alfiere del bianco · g3 torre del bianco · g2 cavallo del nero · h2 donna del bianco · e1 cavallo del bianco · h1 alfiere del nero | h8 alfiere del nero · c7 pedone del nero · f5 pedone del nero · a4 re del bianco · h4 torre del bianco · c3 re del nero · d3 cavallo del bianco · e3 alfiere del bianco · g3 torre del bianco · g2 cavallo del nero · h2 donna del bianco · e1 cavallo del bianco · h1 alfiere del nero | 1 |
|   | a | b | c | d | e | f | g | h |   |

Il «Circolo scacchistico Ottavio Stocchi» di Fontevivo è intitolato alla sua memoria.